# Kim Campbell
Avril Phædra Douglas "Kim" Campbell PC CC OBC QC (Port Alberni, 10 de março de 1947) é uma estadista canadense que serviu como Primeira-ministra do Canadá de julho a novembro de 1993.
Campbell nasceu em Port Alberni, Colúmbia Britânica, e estudou e graduou-se em direito e ciências políticas na Universidade de Colúmbia Britânica. Entrou na política em 1980. Tornou-se a primeira mulher a ser escolhida como Ministra do Ministério da Justiça, em 1990, e, posteriormente, Ministra do Ministério de Defesa Nacional, em 1993. Neste ano, foi escolhida como líder do Partido Progressista Conservador do Canadá, derrotando Jean Charest e sucedendo Brian Mulroney, que havia renunciado os dois cargos (líder do Partido Conservador e Primeiro-ministro). Como líder do Partido Progressista Conservador, então o partido dominante no país, Campbell automaticamente tornou-se primeira-ministra do Canadá, tendo ocupado este posto, porém, por apenas 4 meses. Em novembro de 1993, o Partido Progressista Conservador foi derrotado nas eleições nacionais, sendo que o partido perdeu 169 das suas cadeiras no parlamento canadense, restando apenas duas. Após os resultados das eleições, Campbell rapidamente decidiu renunciar ao seu posto de líder do Partido Progressista Conservador, tendo sido sucedida por Jean Charest.
Kim atualmente é a Secretária General do Clube de Madri, uma organização política de cunho internacional, atualmente presidida pelo ex-presidente do Brasil Fernando Henrique Cardoso.